# Sungei Buloh Wetland Reserve
Die Sungei Buloh Wetland Reserve ist ein 139 ha großer Nationalpark im Nordwesten von Singapur. Das Gebiet an der Mündung von drei Flüssen wurde ursprünglich für die Zucht von Fischen und Krabben genutzt. Die ökologischen Bedeutung dieses letzten größeren zusammenhängenden Gebietes von Mangrovenwäldern in Singapur wurden 1989 erkannt. Die Zuchtbetriebe wurden umgesiedelt und das Gebiet zu einem Naturpark ausgebaut. Dieser wurde offiziell 1993 vom Premierminister Goh Chok Tong eröffnet. Am 1. Januar 2002 wurde das Gebiet zu einem Naturschutzgebiet aufgewertet und in Sungei Buloh Wetland Reserve umbenannt.

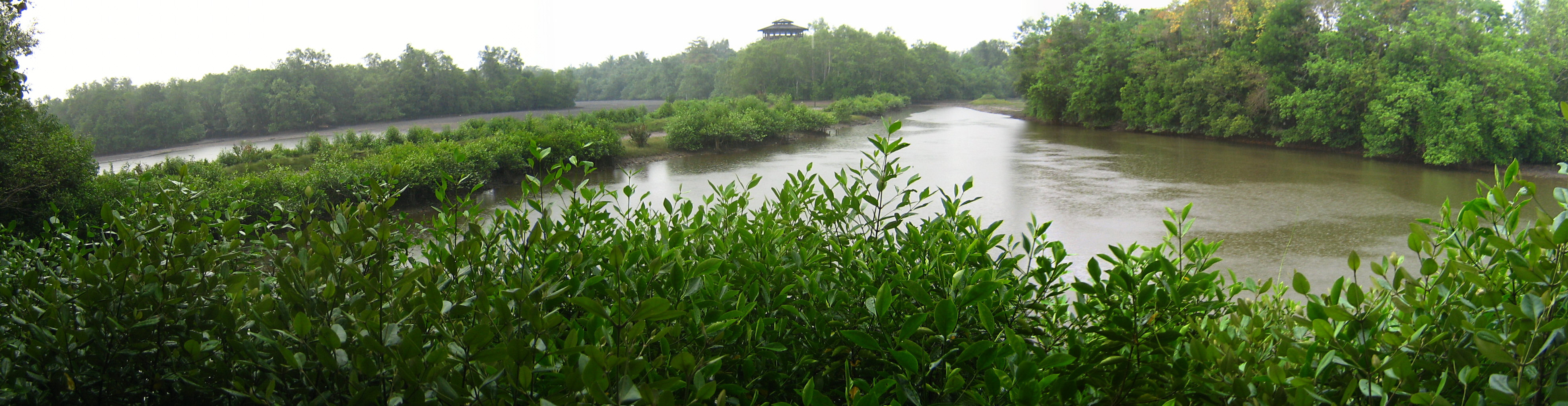
Blick auf die Mangrovensümpfe von einem der Beobachtungstürme. Im Hintergrund ein weiterer Beobachtungsturm.

## Flora und Fauna

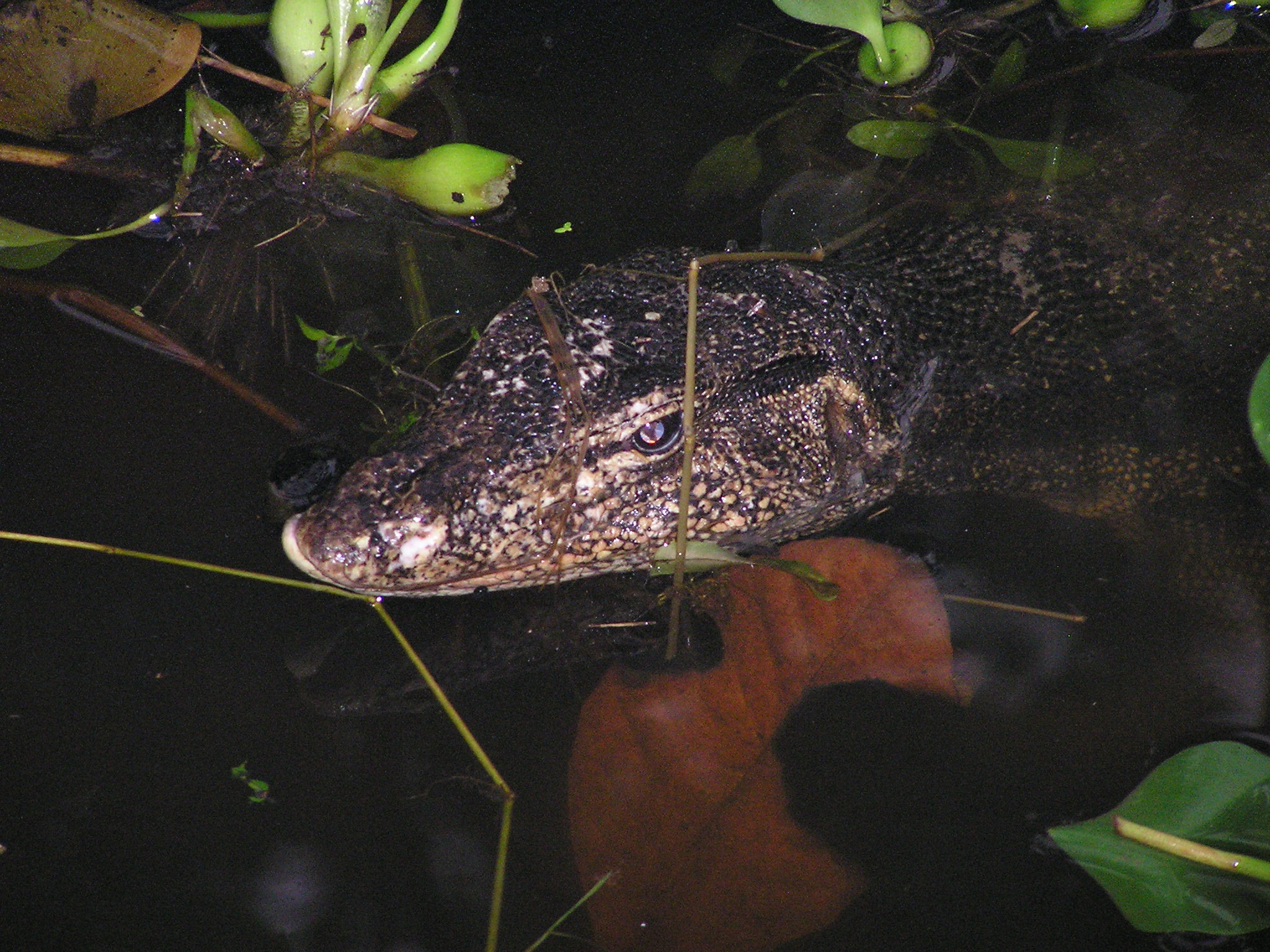
Bindenwaran im Sungei Buloh Wetland Reserve, Singapur

Der Park erstreckt sich über das Mündungsgebiet von drei Flüssen und beherbergt Mangrovenwälder, Seen, kleiner Tümpel sowie nachgewachsener Regenwald (secondary forest). Von September bis April wird das Gebiet von Zugvögeln besucht, die vor ihrem Weiterflug nach Süden hier ausruhen. Da der Park das letzte Ruhegebiet auf der Malaiischen Halbinsel darstellt, ist er für die Zugvögel von großer Bedeutung. Insgesamt 126 Vogelarten wurden registriert.
Darüber hinaus bietet der Park Lebensraum für etwa 200 Bindenwarane, die bis zu 2 m groß werden. Auch im Wasser lebende Schlangen wie Warzenschlangen, Krebstiere, Schlammspringer, Wasserschildkröten sowie viele Fischarten sind anzufinden.

## Infrastruktur
Der Park ist mit drei Rundwegen (3 km, 5 km, 7 km) gut erschlossen. Die Wege führen auf Holzstegen teilweise direkt durch die Mangrovenwälder und erlauben dadurch ein direktes Erlebnis dieses Biotops. Eine Vielzahl von Beobachtungsständen erlauben das ungestörte Beobachten von Vögeln. Für Notfälle sind einige von ihnen mit Funktelefonen ausgestattet. Zwei Aussichtstürme bieten einen guten Überblick über den Park. Das Besucherzentrum am Eingang des Parkes beherbergt eine Ausstellung über Flora und Fauna des Gebietes sowie ein kleines Café. Für Gruppen (z. B. Schulklassen) steht ein „outdoor classroom“ zur Verfügung.

## Anreise

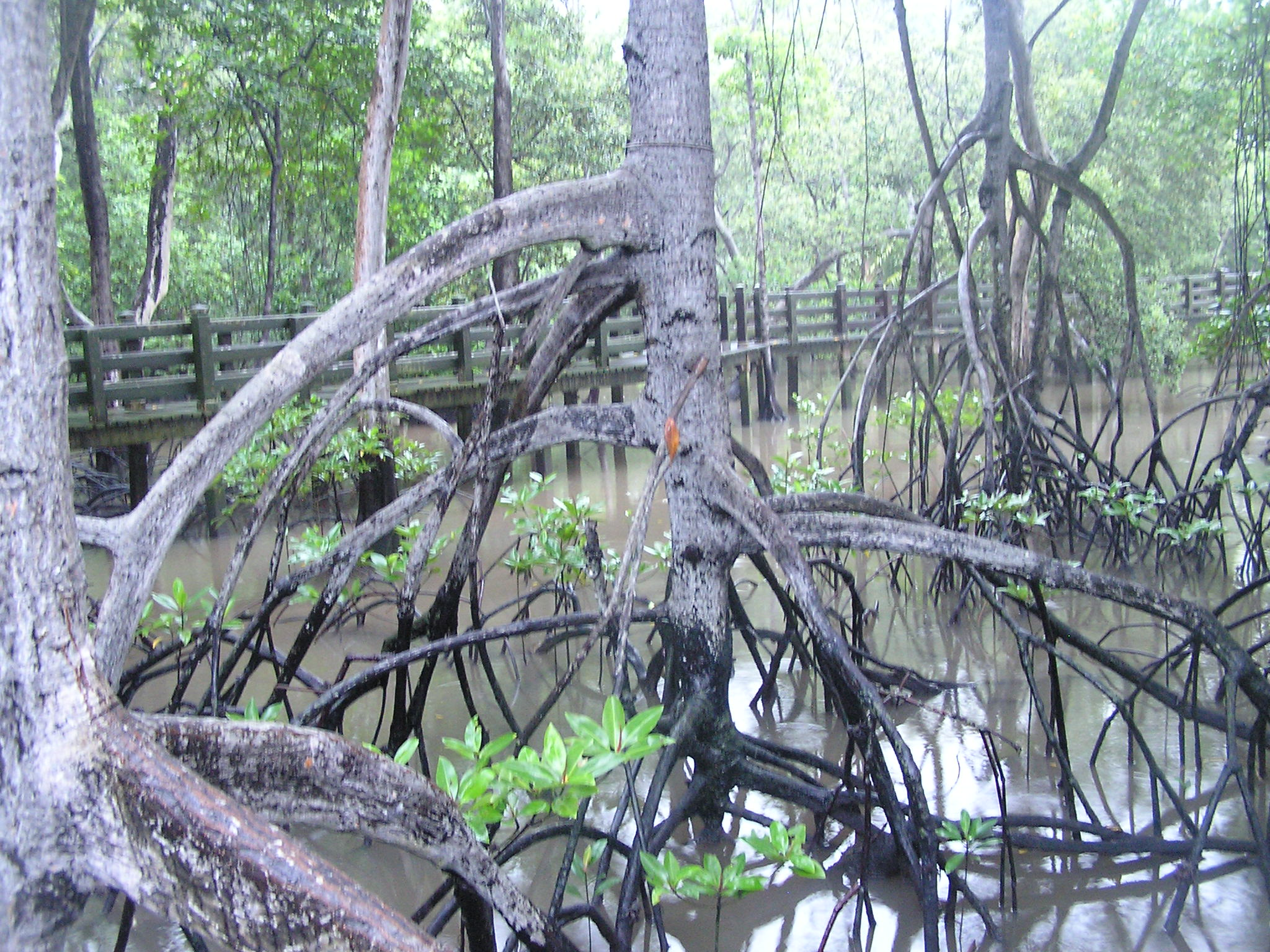
Mangrovenwald in der Sungei Buloh Wetland Reserve, Singapur

Der Park kann mit dem Taxi oder von der MRT-Station Kranji (NS7) mit Bus 925 in Richtung Woodlands erreicht werden. Wochentags fährt der Bus nicht direkt bis zum Park – der nächste Ausstieg ist Kranji Reservoir Pk B (Bus Stop No. 49199). Zu Fuß sind es dann noch 15 Minuten.